# Damir Krznar
Damir Krznar (Zabok, 1972. július 10. –) horvát válogatott labdarúgó, az Újpest vezetőedzője.

## Pályafutása

### Játékosként

#### Klubcsapatokban
Krznar gyerekkori barátja, Darko Vukić is segítette pályafutása beindulását, együtt szerepeltek a Vatrogasac Brezova ifjúsági csapatában, majd Vukić beajánlotta a Vartekshez. Három szezon után, 1995-ben a Dinamo Zagrebhez került, amelynél pályafutása nagy részét töltötte, a fővárosiakkal kilenc év alatt hat-hat bajnoki címet és kupagyőzelmet ünnepelhetett. Balhátvédként nem tartozott a kreatív játékosok közé, de taktikusságának, megbízhatóságának, fegyelmezettségének köszönhetően fontos tagja volt a csapatnak. Profi karrierje utolsó hat évét is hazájában, az Inter-Zaprešićnél húzta le.

#### Válogatott
Nemzetközi bemutatkozására 1998. április 22-én került sor, amikor Lengyelország ellen a második félidőben csereként lépett pályára Robert Jarni helyett – ez volt az egyetlen mérkőzése a horvát válogatottban.

## Edzőként

### Másodedzőként
2010 és 2021 között Krznar asszisztensedzőként dolgozott Ilija Lončarević mellett az Inter Zaprešićnél, valamint Krunoslav Jurčić, Ante Čačić, Branko Ivanković és Zoran Mamić stábjában a Dinamo Zagrebnél. Emellett Mamić segítője volt az En-Naszr, az El-Ajn és az El-Hilál csapatainál is.

### Edzőként

#### Dinamo Zagreb
Első tényleges kinevezése előtt kétszer is megbízott vezetőedzőként szolgált a Dinamo Zagrebnél: először 2013 augusztusa és szeptembere között, majd ismét 2015 júliusa és szeptembere között. Miután Zoran Mamić 2021. március 15-én öt év börtönbüntetést kapott, ugyanazon a napon lemondott, és helyét Krznar vette át. 2021. március 18-án debütált a Dinamo vezetőedzőjeként, amikor 3–0-ra legyőzték a Tottenham Hotspur-t a Maksimir Stadionban, így először a klub történetében bejutottak az UEFA Európa Liga negyeddöntőjébe. Ezen kívül Krznar lett az első edző, aki José Mourinhot, a Spurs edzőjét kiütötte az Európa Ligából (a portugál tréner korábban kétszer is részt vett a versenyben, 2002–03-ban a Portóval, és 2016–17-ben a Manchester United-del, mindkét alkalommal megnyerve a versenyt). Azonban a Dinamo a negyeddöntőben összesítésben 3–1-es vereséget szenvedett el a Villarreal ellen. 2021. május 9-én a Dinamo 5–1-es győzelmet aratott a Rijeka ellen, ezzel megszerezve a 22. horvát első osztályú bajnoki címét, és összesen a 32. nemzeti ligás trófeáját. Tíz nappal később, 2021. május 19-én a Dinamo a horvát kupát is megnyerte, miután 6–3-ra legyőzte az Istra 1961-et. 2021. december 1-jén távozott a Dinamo Zagrebtől, miután a csapatot a horvát kupa negyeddöntőjében a Rijeka búcsúztatta. Azonban a következő hónapban átvette a Dinamo tartalékcsapatának irányítását, amely a horvát másodosztályban szerepelt, és ott maradt egészen addig, amíg a csapatot fel nem oszlatták a 2021–22-es szezon után.

#### Maribor
2022. augusztus 16-án Krznar két éves szerződést között a szlovén PrvaLiga bajnok Mariborral. Krznar érkezésekor a Maribor az utolsó helyen állt a ligában, mindössze három ponttal az első öt mérkőzéséből. Vezetésével a csapat a harmadik helyre küzdötte fel magát, és bejutott a kupa döntőjébe, amiért szerződéshosszabbítást kapott 2026-ig. Azonban a 2023–24-es szezon gyenge kezdése után Krznar közös megegyezéssel felbontotta szerződését, és 2023. október 2-án elhagyta a klubot. Összesen 55 mérkőzésen irányította Maribort, amiből 28 győzelmet, 13 döntetlent és 14 vereséget könyvelhetett el.

#### Celje
2023. október 11-én Krznart a PrvaLiga másik csapatának, a Celje vezetőedzőjévé nevezték ki, miután Albert Riera elhagyta a klubot, hogy a Girondins de Bordeaux-t irányítsa. A csapattal megnyerte a 2023–24-es szlovén PrvaLigát, de 2024. július 28-án, miután a szerződését közös megegyezéssel felbontották, távozott a klubtól a stábjával együtt. Ezt követően Albert Riera ismét elérhetővé vált, miután a Bordeaux pénzügyi összeomlása miatt távozott a francia klubtól.

#### Újpest
2025. április 11-én szóbahozták a hússzoros magyar bajnok Újpesttel, hogy Bartosz Grzelakot válthatja, ha a csapatnak nem sikerül nyernie a Debrecen ellen. Habár a csapat nyert, továbbra se állt talpra a fővárosi egyesület, így a május 3-án távozó svéd mestert a hónap ötödik napján váltotta. Első mérkőzésén 0–0-ás döntetlen játszott csapata a ZTE ellen.

## Statisztika
| Csapat        | –tól                | –ig               | Statisztika | Statisztika | Statisztika | Statisztika | Statisztika | Statisztika | Statisztika | Statisztika |
| Csapat        | –tól                | –ig               | M           | GY          | D           | V           | RG          | KG          | GK          | GY %        |
| ------------- | ------------------- | ----------------- | ----------- | ----------- | ----------- | ----------- | ----------- | ----------- | ----------- | ----------- |
| Dinamo Zagreb | 2021. március 15.   | 2021. december 1. | 48          | 29          | 11          | 8           | 96          | 44          | +52         | 60.42       |
| NK Maribor    | 2022. augusztus 16. | 2023. október 2.  | 55          | 28          | 13          | 14          | 101         | 60          | +41         | 50.91       |
| NK Celje      | 2023. október 11.   | 2024. július 28.  | 31          | 20          | 7           | 4           | 66          | 33          | +33         | 64.52       |
| Újpest FC     | 2025. május 5.      | Jelenleg is       | 3           | 1           | 2           | 0           | 5           | 3           | +2          | 33.33       |
| Összesítve    | Összesítve          | Összesítve        | 137         | 78          | 33          | 26          | 268         | 140         | +128        | 56.93       |

## Sikerei, díjai

### Játékosként
- Dinamo Zagreb
  - Horvát bajnok: 1995–96, 1996–97, 1997–98, 1998–99, 1999–00, 2002–03
  - Horvát kupagyőztes: 1995–96, 1996–97, 1997–98, 2000–01, 2001–02, 2003–04
  - Horvát szuperkupagyőztes: 2002, 2003

### Edzőként
Dinamo Zagreb
- Horvát bajnok: 2020–21
- Horvát kupagyőztes: 2020–21

 Celje
- Szlovén bajnok: 2020–21